# Afvanding af Øland-Attrup
|  | Denne artikel er oprettet af botten Steenthbot ud fra en ekstern database. Den kan derfor have sproglige fejl eller mangler. Denne skabelon kan fjernes efter kontrol af indholdet. |

Afvanding af Øland-Attrup er en dansk dokumentarisk optagelse fra 1956.

## Handling
I 1954 opførtes kraftfulde pumpestationer i Øland-Attrup for at forberede de inddæmmede arealer til landbrugsdrift. Kokkedal Slot. Pumpestationen fra 1951. Der arbejdes med store gravemaskiner og håndkraft i vand og mudder og foretages sprængninger med dynamit.